# Puente de Alconétar
El puente de Alconétar era un puente romano sobre el río Tajo. Sus restos se encuentran en el municipio de Garrovillas de Alconétar, en Cáceres, España. Es uno de los más antiguos puentes en arco segmentales del mundo, anterior a otros ejemplos como el Puente Zhaozhou en China y el Ponte Vecchio en Europa (ambos aún en uso actualmente). Su construcción se atribuye por algunos al arquitecto del emperador Trajano, Apolodoro de Damasco, quien también construyó el puente de Trajano arqueado de madera a principios del siglo II.
El puente de Alconétar fue declarado monumento Histórico-Artístico el 3 de junio de 1931,
por lo que es Bien de Interés Cultural, con categoría de Monumento.
El puente fue reubicado respecto a su posición original cuando se construyó la presa de Alcántara. Se conservaron dos arcos segmentarios originales, de 6,7 m y 7,2 m de luz, y una proporción de luz respecto a la altura de entre 4 y 5, como ocurría en arcos segmentarios de fecha posterior. Hay pruebas a partir de la posición de las pilastras, que pudieron existir aberturas segmentales de hasta 10 metros en la construcción original.
Hay otros puentes en arcos segmentarios romanos como el Ponte San Lorenzo en Padua.

## Localización y accesos por carretera

Localización del puente en la red de carreteras romanas de Hispania.

El histórico Puente de Alconétar, que no debería confundirse con el monumental Puente de Alcántara construido río abajo, servía para pasar el Tajo no lejos de la desembocadura del río Almonte, en el corazón de la provincia de Cáceres en la región española de Extremadura. La N-630, la A-66 y una línea de ferrocarril, al cruzar el Tajo por allí cerca, hicieron desaparecer la importancia que históricamente había tenido este puente para unir el norte y el sur de España. Durante la construcción del embalse de Alcántara en 1970, los restos del puente se movieron de su sitio original a un prado seis kilómetros al norte, cerca de la localidad de Garrovillas de Alconétar. Por el contrario, quedan pocos restos de un puente que había cerca de éste, sobre el río Almonte.
En la Antigüedad Clásica, el puente de Alconétar fue parte de la calzada romana Iter ab Emerita Caesaraugustam, más tarde llamada Via de la Plata. Esta importante conexión interior ibérica unía Mérida, la capital provincial, al sur, con los valles del río Alagón, del río Tiétar y del río Tajo al norte, después la parte occidental de la Meseta Central, pasando la ciudad de Salamanca. Su final estaba en Astorga al noroeste de España. La Vía de la Plata fue una de las cuatro rutas principales establecidas por César Augusto y sus sucesores para el control militar de la península y para facilitar la explotación de las ricas minas de oro y plata españolas.
Aparte de este puente sobre el Tajo, restos de otros 4 antiguos puentes quedan en la carretera: uno sobre el Albarregas, otro sobre el río Aljucén, un tercero cerca de Cáparra y un cuarto sobre el río Tormes. En las colinas que rodeaban el puente de Alconétar, se estableció una mansio romana con el nombre de Turmulus (en español, "Ad Túrmulos"), de acuerdo con los intervalos de distancia que había por costumbre entonces. Era la cuarta mansio de un total de 16 entre Mérida y Astorga.

## Historia

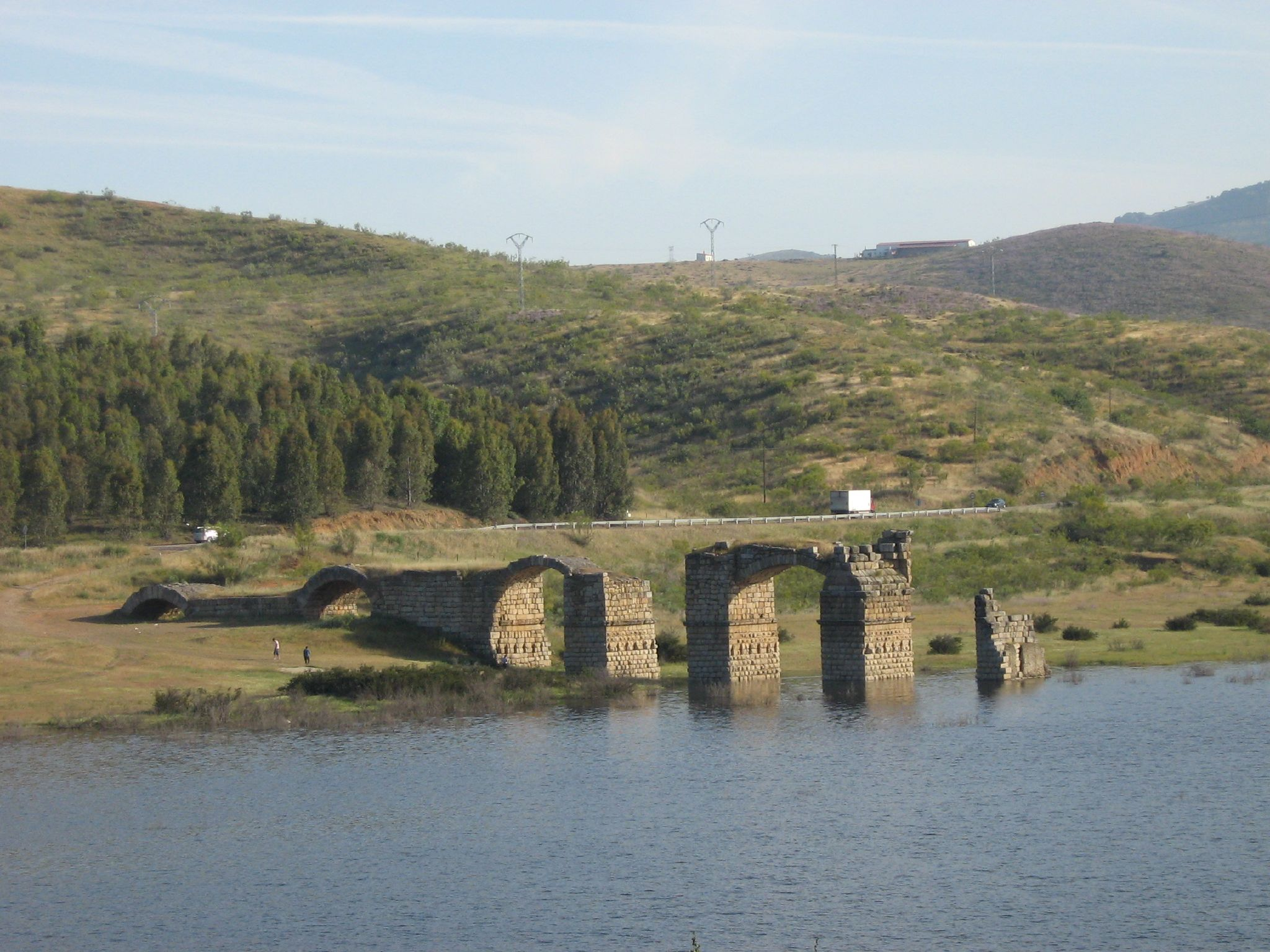
Los restos recolocados durante una crecida de agua.

La fecha de construcción exacta del puente se desconoce debido a la falta de fuentes literarias y epigráficas. Sus arcos rebajados sugieren que se construyó allá por el siglo II, más concretamente durante el reinado de los emperadores Trajano (98–117) o Adriano (117–138), ya que el uso de esta forma de arco era la típica de aquella época. Ambos emperadores nacieron en la provincia Baetica situada al Sur de Hispania y Trajano es conocido por haber ordenado la restauración de la Iter ab Emerita Caesaraugustam cuando llegó al poder. Los arcos rebajados fueron a menudo empleados por el arquitecto de la corte de Trajano Apolodoro de Damasco, en obras como el Foro de Trajano y más notablemente en la mayor obra de ingeniería civil de la época, el Puente de Trajano, que descansaba en 20 enormes pilares de hormigón romano y fue usado durante las guerras dacias para mover tropas a través de los más de 1000 m de ancho del río Danubio.

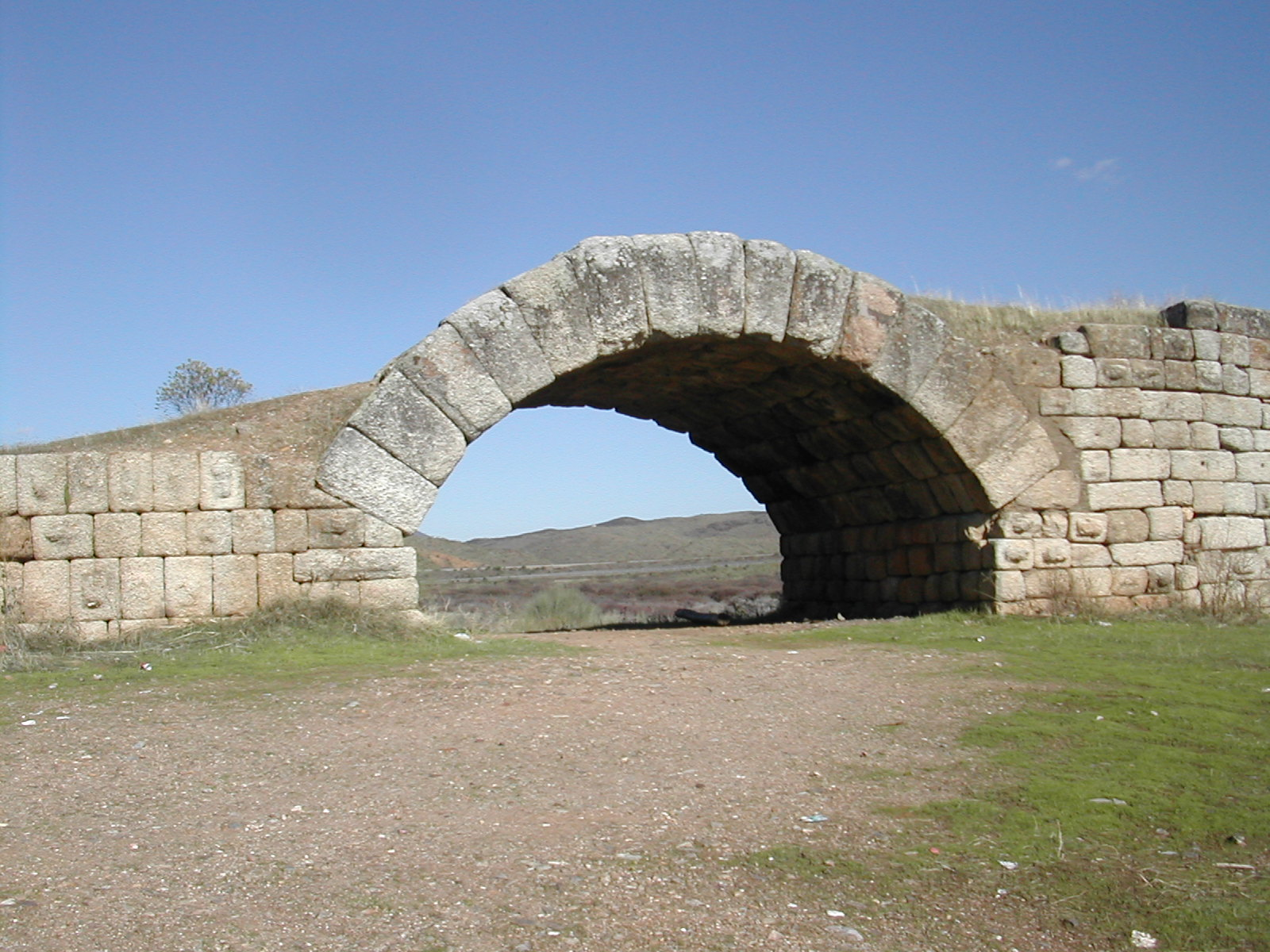
Segundo arco del estribo occidental. Su anchura es de 1,20 m.

Los geógrafos moros no hicieron mención al puente, a pesar de que alabaron el Puente de Alcántara también situado sobre el Tajo. Hay algunas evidencias de que una comunidad llamada Alconétar, Alconétara o Alcontra (en árabe: "puente pequeño") existió al menos temporalmente —probablemente una referencia indirecta al Puente de Alcántara—.
El Puente de Alconétar es conocido también como la Puente de Mantible en la lengua vernácula local, nombre que alude a la leyenda de Fierabrás, Carlomagno y sus Doce Paladines.
El puente estuvo probablemente en uso hasta la Reconquista, cuando el Tajo constituyó la frontera entre la Cristiandad y los moros entre el siglo XI y el siglo XIII, y los frecuentes enfrentamientos podrían haber hecho el puente inutilizable. De acuerdo con otra teoría, el agua podría haber empezado a erosionar el puente en aquella época.

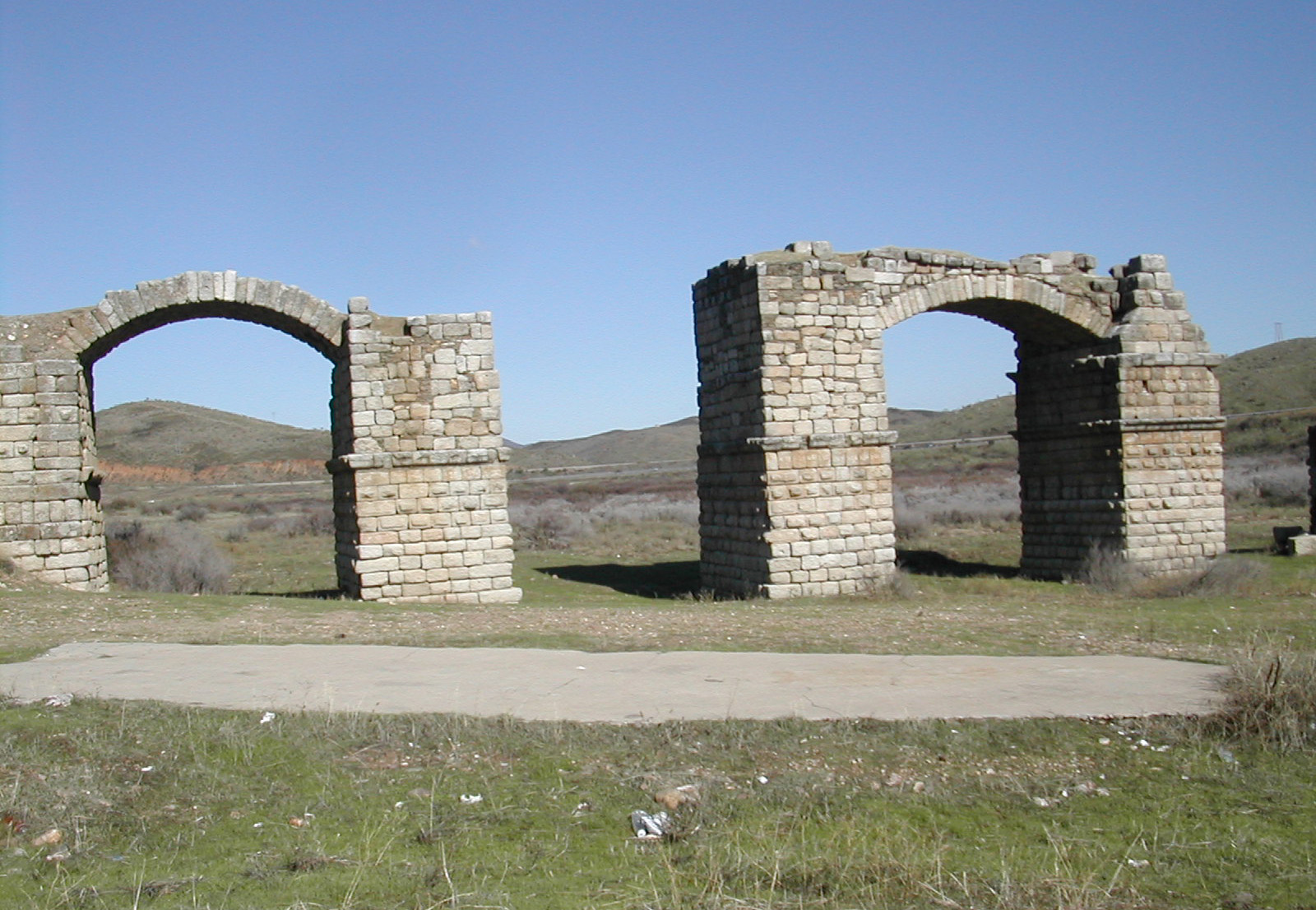
Los arcos 1 y 3, reconstruidos posteriormente.

El Puente de Alconétar aparece por primera vez en recopilaciones de 1231 y 1257, en las cuales explícitamente se dice que está en uso. Probablemente fue reparado por los Caballeros Templarios que habían tomado el control del puente así como del pueblo. Los arcos 1 y 3, ninguno de los cuales son de fabricación romana, se cree que son de este periodo. Sobre 1340, sin embargo, el puente estaba aparentemente inutilizable otra vez, de manera que se estableció una barca para cruzar el río, de la cual se vuelve a hablar en referencias posteriores. En el sitio de la antigua estación de paso, se hizo una fortaleza en la Edad Media; y su torre, construida de spolia romana, hoy en día está sumergida en las aguas del embalse.
Varios intentos de reabrir el puente en la Edad Moderna fracasaron. En 1553, el arquitecto Rodrigo Gil de Hontañón calculó un coste de 80000 ducados para la reconstrucción del puente sin haber realizado los planos. El proyecto de construcción de Alonso de Covarrubias y Hernán Ruiz de 1560 nunca fue más allá del plano, y lo mismo pasó con otro proyecto entre 1569 y 1580.

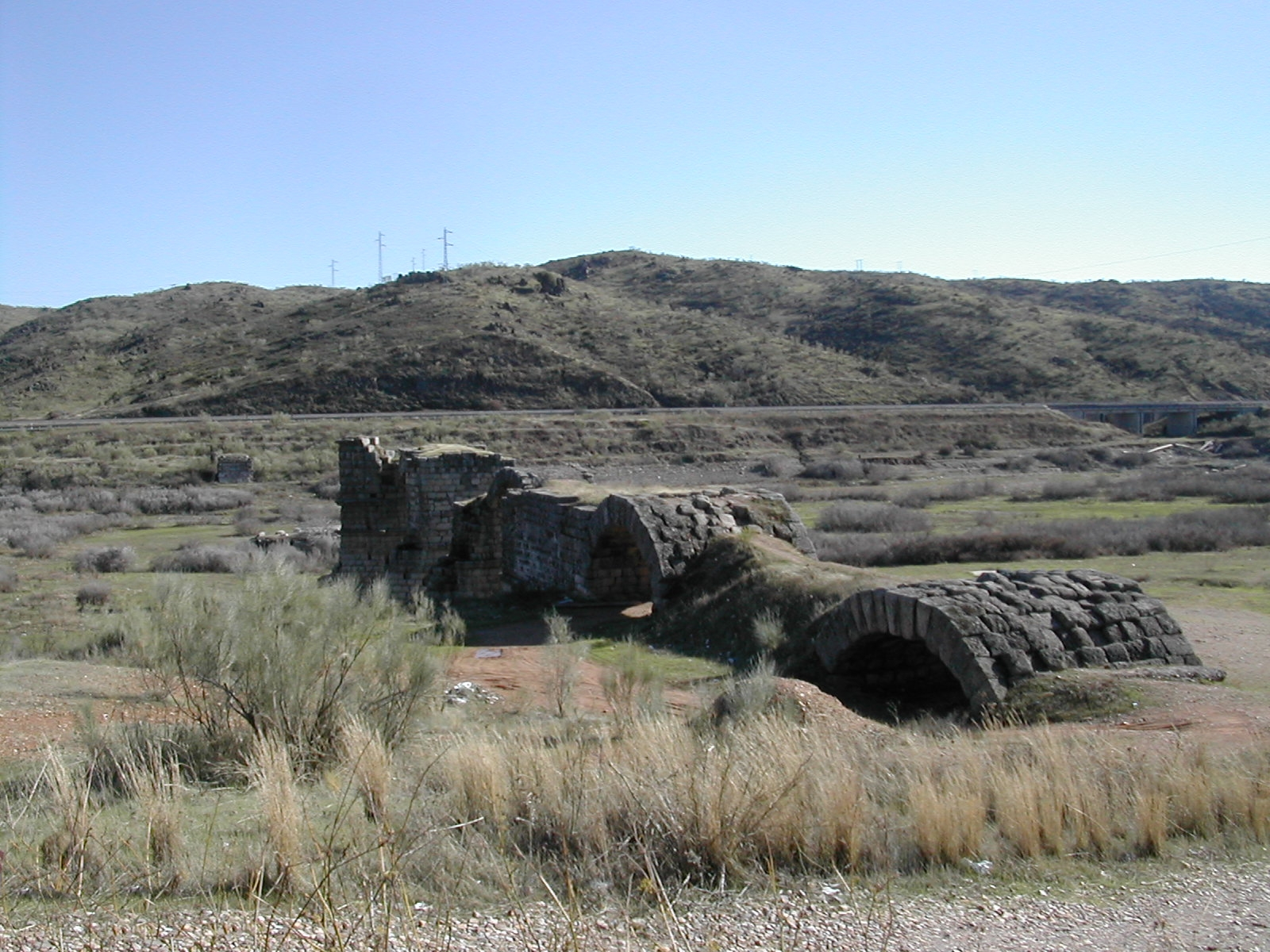
En el primer plano, los arcos 1 y 2 del puente romano

En el siglo XVIII fracasaron dos intentos de reparar el puente, en 1730 y en los años 1760. Este último plan del ingeniero militar José García Galiano incluía una reconstrucción completa con tres arcos rebajados de vano ancho. El esbozo de planificación muestra que ya en esa época los arcos que quedaban eran limitados en el lado derecho, hecho confirmado por el dibujo de Fernando Rodríguez de 1797 y grabados en el libro de Alexandre de Laborde Voyage pittoresque de l'Espagne algunos años más tarde. El esbozo de construcción hecho por Rodríguez (ver dibujo más abajo) muestra el perfil del puente, aumentando uniformemente y dominado por tres arcos centrales en el centro del río. Esos arcos son flanqueados por un noveno arco segmental en los dos lados. La simetría de los arcos sugiere que, en la orilla derecha del puente visto corriente arriba, podría haber habido otro arco segmental en tiempos de los romanos.
La base para el análisis científico moderno del puente fue diseñada por el ingeniero civil Antonio Prieto en su trabajo de 1925, que detalla el estado del puente antes de su traslado en 1970. Aunque se trataba de un intento serio de reconstruir el puente lo más parecido posible al original, el erudito español Durán señala que ligeros cambios en el cuerpo principal no podrían ser evitados en un trabajo tan difícil.
El Puente de Alconétar ha sido clasificado como "patrimonio histórico" desde 1931 por las autoridades españolas.

## Leyenda
Mantible es lugar íntimamente asociado a Fierabrás, el personaje legendario de más largo recorrido desde la Edad Media hasta nuestros días de todas las literaturas occidentales; probablemente, de todas las literaturas del mundo. Fierabrás, hijo del rey musulmán Balán de España, es presentado como un gigante temido por los cristianos que ha saqueado Roma, ha robado las reliquias de la Pasión ―corona de espinas, madera de la cruz, clavos de la crucifixión y un paño— y ha regresado a España.
Al enterarse de la profanación, el emperador Carlomagno envía a sus más fieles caballeros, los Doce Pares de Francia, para enfrentarse a Fierabrás y recuperar las reliquias. Se produce un combate singular entre Fierabrás y Oliveros, uno de los pares, en el que el sarraceno es derrotado. Admirado por el valor y la nobleza de los cristianos, Fierabrás se convierte al cristianismo y se une a las tropas de Carlomagno.
Paralelamente Guido de Borgoña y otros pares son capturados por los sarracenos y encerrados en la fortaleza del rey Balán. La hermana de Fierabrás, Floripes, se enamora de Guido, facilita la liberación de los prisioneros y también se une a la causa cristiana. Avisado Carlomagno de la situación, llega hasta Mantible.
El desenlace, uno de los episodios más célebres de la historia, se produce en el puente de Mantible, monumental y dificilísimo paso defendido por los sarracenos, que los pares consiguen traspasar tras enconadísima batalla y derrotan al rey Balán. La historia concluye con el bautismo de Fierabrás y Floripes y la entrega de las reliquias a Carlomagno.
Creada y extendida la leyenda por todas partes, Mantible se convirtió en un referente de fábula situado en un indeterminado lugar de la geografía española. Pronto surgieron los aspirantes a apropiarse de tan emblemático nombre: hoy nos quedan los restos de un Puente de Mantible a orillas del Ebro (localidad de Assa, Álava); hay otro Puente de Mantible en Santiago de Compostela; y también el de Alconétar, conocido como la Puente de Mantible. Naturalmente todo es ficción: como ficción es la historia de Fierabrás y los pares.
Lo que sí parece claro es que, de las tres ubicaciones citadas, la extremeña es la mejor adaptada al territorio, pues en las otras dos el puente queda absolutamente desguarnecido de ficción. En el caso de Mantible-Alconétar, en cambio, todo en derredor remite a aquellas fantásticas hazañas: en el extremo del Mantible épico había una fortaleza, y en Alconétar se levanta un castillo;  la torre de este castillo, además, se llama de Floripes; Carlomagno, para luchar contra Balán, estableció sus reales en Marmionda, y a pocos kilómetros de Alconétar, en el pueblo de Portezuelo, se levanta un castillo que se denomina de Marmionda;  el bastión cristiano más cercano a la fortaleza de Balán se llama Aigremor, y cerca de Garrovillas existe un lugar conocido como Aguas Muertas; Ricarte de Normandía, el par de Francia que huyó del castillo para avisar a Carlomagno, fue conducido por un ciervo, y aguas arriba de Alconétar había un lugar conocido como Vado del Ciervo; y el río que pasaba por Mantible se llamaba Flagos, nombre casi parónimo de Tajo; en fin, en la catedral de Coria, diócesis a la que pertenece Alconétar, se guardan unas valiosas reliquias de la Pasión: fragmentos de la Cruz de Cristo, una espina de la Corona de Jesús y el mantel de la Última Cena…
Falta determinar quién, con tanto acierto, ancló la leyenda de Mantible en Alconétar. Muy probablemente fueron los templarios, dueños del castillo y del puente durante ciento veinte años, que se preocuparon de la reconstrucción y mantenimiento del puente, del que obtenían muy importantes beneficios por el pontazgo, impuesto que cobraban por el paso de mercancías, ganados y personas. Para prestigiarse y ennoblecer su castillo, los templarios de Alconétar construyeron un universo caballeresco en torno a Carlomagno-Fierabrás-Floripes-Mantible, y lo perfeccionaron creando otro mundo, este de tipo mágico-religioso, centrado en unas reliquias que atrajesen la devoción de pasajeros y lugareños.

## Reconstrucción y medidas

Intento de reconstrucción por Fernando Rodríguez en 1797 (vista corriente arriba). Los restos que aún quedaban por entonces están coloreados en tonos más fuertes.

| Parte del puente        | Galiano (ca. 1770) | Rodríguez (1797) | Prieto (1925) | Durán (2004) |
| ----------------------- | ------------------ | ---------------- | ------------- | ------------ |
| Vano 1.ª salida de agua | 6.86 m             | 7.04 m           | 7.00 m        | 6.95 m       |
| Rampa de espesor        | 10.60 m            | 11.63 m          | 12.00 m       | 14.00 m      |
| Vano 2.ª salida de agua | 7.40 m             | 7.10 m           | 7.50 m        | 7.40 m       |
| Rampa de espesor        | 12.90 m            | 11.65 m          | 13.00 m       | 13.50 m      |
| Vano 1.er arco          | 7.50 m             | 7.62 m           | 7.30 m        | 7.30 m       |
| Ancho 1.er pilar        | 5.60 m             | 4.17 m           | 4.25 m        | 4.25 m       |
| Vano 2º arco            | 9.00 m             | 8.44 m           | 8.20 m        | 8.10 m       |
| Ancho 2º pilar          | 5.60 m             | 4.19 m           | 4.25 m        | 4.45 m       |
| Vano 3.er arco          | 9.86 m             | 8.92 m           | 8.95 m        | 8.50 m       |
| Ancho 3.er pilar        | 5.50 m             | 4.21 m           | 4.25 m        | 4.55 m       |
| Vano 4º arco            | 10.10 m            | 10.32 m          | 10.15 m       | 10.20 m      |
| Ancho 4º pilar          |                    | 4.81 m           | 4.80 m        |              |
| Vano 5º arco            |                    | 12.03 m          | 11.00 m       |              |
| Ancho 5º pilar          |                    | 6.21 m           |               |              |
| Vano 6º arco            |                    | 16.72 m          | 12.00 m       |              |
| Ancho 6º pilar          |                    | 6.21 m           |               |              |
| Vano 7º arco            |                    | 8.92 m           | 13.00 m       |              |
| Ancho 7º pilar          |                    | 6.21 m           |               |              |
| Vano 8º arco            |                    | 16.74 m          | 14.00 m       |              |
| Ancho 8º pilar          |                    | 6.21 m           |               |              |
| Vano 9º arco            |                    | 11.93 m          | 15.00 m       |              |
| Ancho 9º pilar          |                    | 4.79 m           |               |              |
| Vano 10º arco           |                    | 10.22 m          | 14.00 m       |              |
| Ancho 10º pilar         |                    | 4.19 m           |               |              |
| Vano 11.er arco         |                    | 8.82 m           | 13.00 m       |              |
| Ancho 11º pilar         |                    | 4.19 m           |               |              |
| Vano 12º arco           |                    | 8.38 m           | 12.00 m       |              |
| Ancho 12º pilar         |                    | 4.19 m           |               |              |
| Vano 13.er arco         |                    |                  | 11.00 m       |              |
| Ancho 13.er pilar       |                    |                  |               |              |
| Vano 14º arco           |                    |                  | 10.00 m       |              |
| Ancho 14º pilar         |                    |                  |               |              |
| Vano 15º arco           |                    |                  | 9.30 m        |              |
| Ancho 15º pilar         |                    |                  |               |              |
| Vano 16º arco           |                    |                  | 9.10 m        |              |

## Para saber más
- Durán Fuentes, Manuel: «La construcción de puentes romanos en Hispania», Junta de Galicia, Santiago de Compostela 2004, ISBN 978-84-453-3937-4, pp. 181–87
- Fernández Casado, Carlos: «Historia del puente en España. Puentes Romanos: Puente de Alconétar», Instituto Eduardo Torroja de la Construcción y del Cemento, Madrid 1970 sin n.º de págs.
- González Limón, Teresa et al.: «A Brief Analysis of the Roman Bridges of the Way 'La via de la Plata'», Lourenço, P. B./Roca, P. (ed.): Historical Constructions, Guimarães 2001, pp. 247–256
- Majada Neila, Jesús: Alconétar, Fierabrás y la Puente de Mantible. Benalmádena, Caligrama Ediciones, ISBN: 978-84-95783-46-2, 2011
- O’Connor, Colin: «Roman Bridges», Cambridge University Press 1993, ISBN 0-521-39326-4, pp. 108f., 171
- Prieto Vives, Antonio: «El puente romano de Alconétar», Archivo Español de Arte y Arqueología, Vol. 2 (mayo/agosto. 1925), pp. 147–158